# 1641 au théâtre
| Années du théâtre : 1638 - 1639 - 1640 - 1641 - 1642 - 1643 - 1644    |
| Décennies du théâtre : 1610 - 1620 - 1630 - 1640 - 1650 - 1660 - 1670 |

## Événements

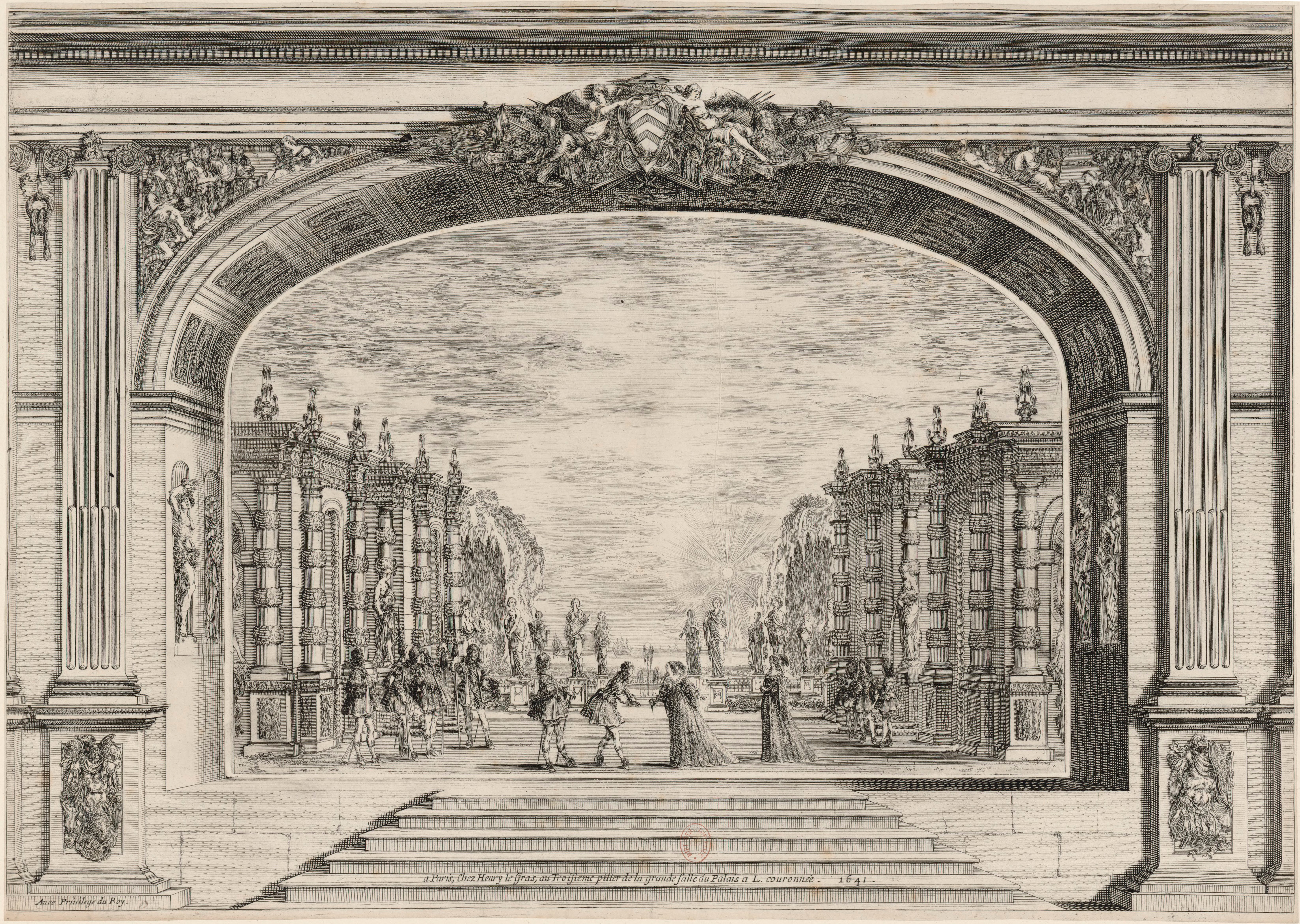
Mirame, de Jean Desmarets de Saint-Sorlin, gravure de Stefano Della Bella, 1641.

- 14 janvier : inauguration à Paris de la salle de théâtre du Palais-Royal avec Mirame, tragi-comédie de Jean Desmarets de Saint-Sorlin et du cardinal de Richelieu[1].
- Ouverture à Venise du Teatro Novissimo (en), sur le Campo Santi Giovanni e Paolo (it) ; c'est le premier théâtre construit à Venise spécifiquement pour la représentation d'opéras. L'ingénieur et scénographe Giacomo Torelli a été chargé de sa construction et de son fonctionnement, et en a conçu les décors et la machinerie de scène, notamment une scène tournante et un système de changement de décors[2]. L'opéra La finta pazza de Giulio Strozzi y est créée la même année, avec les machines de Torelli.
- Le théâtre kabuki Murayama-za, ouvert en mars 1634 à Edo (Tokyo) au Japon par Murayama Matasaburō, est détruit par un incendie ; reconstruit, il réouvre en 1643 et prendra le nom d'Ichimura-za.
- 16 avril : en France, promulgation d'une ordonnance royale de Louis XIII à l'initiative du cardinal de  Richelieu, qui semble lever l'opprobre frappant les comédiens : « en cas que lesdits comédiens règlent tellement les actions du théâtre qu'elles soient du tout exemptes d'impureté, nous voulons que leur exercice, qui peut innocemment divertir nos peuples de diverses occupations mauvaises, ne puisse leur être imputé à blâme, ni préjudicier à leur réputation dans le commerce public. »[3].
- L'acteur français Pierre Marcoureau, dit Beaulieu quitte le Théâtre du Marais à Paris, où il jouait depuis 1634 et s'engage dans plusieurs troupes itinérantes qui sillonnent les Pays-Bas espagnols[4].
- 22 avril : mariage des comédiens Jeanne Auzoult et André Boyron, dit Boiron père, en l'église Saint-Nicolas-des-Champs à Paris[5].

## Pièces de théâtre publiées
- Pierre Corneille, Horace, Paris, Augustin Courbé (Lire en ligne).
- Gabriel Gilbert, Marguerite de France, tragi-comédie, Paris, Augustin Courbé (Lire en ligne).
- Nicolas Mary, Bélisaire, tragi-comédie, Paris, Augustin Courbé (Lire en ligne).
- Georges de Scudéry :
  - Eudoxe, tragi-comédie, Paris, Ausgustin Courbé (Lire en ligne).
  - Andromire, tragi-comédie, Paris, Antoine de Sommaville (Lire en ligne).
- Jan Vos, Aran en Titus, of Wraak en Weerwraak, treurspel, Amsterdam, B. van Dorsten ; la pièce s'inspire de Titus Andronicus de Shakespeare et de l'œuvre de Sénèque.

## Pièces de théâtre représentées
- Polyeucte martyr, tragédie de Pierre Corneille, au Théâtre du Marais[6].
- Le Grand Théâtre du monde de Pedro Calderón de la Barca, écrit dans les années 1630, est représenté pour la première fois lors de la fête du Corpus Christi à Valence[7].

## Naissances
- 6 avril : John Crowne, dramaturge anglais, mort vers 1712.
- 8 avril (baptême) : William Wycherley, poète et dramaturge anglais, mort le 31 décembre 1715.
- 18 septembre : David Augustin de Brueys, théologien et auteur dramatique français, mort le 27 novembre 1723.

## Décès
- 6 avril : Thomas Nabbes, dramaturge anglais, né en 1605.
- 16 août : Thomas Heywood, acteur et dramaturge anglais, né vers 1574.
- Date précise non connue :
  - Niccolò Barbieri dit Beltrame, acteur et auteur dramatique italien, né en 1576.